# Куделка, Томаш
Томаш Клоучек (чеш. Tomáš Kudělka; род. 10 марта 1987 года, Злин, Чехословакия) — чешский хоккеист, защитник.

## Карьера
Карьеру игрока начал в ХК «Злин», за который выступал до 2005 года. В составе «Злина» Куделка стал чемпионом Чехии 2004 года. На драфте НХЛ 2005 года был выбран под 136-м номером клубом НХЛ «Оттавы Сенаторс». В течение двух сезонов выступал за клуб Западной хоккейной лиги «Летбридж Харрикейнс», а также фарм-клуб «Оттавы Сенаторс» «Бингхэмптон Сенаторс» (Американская хоккейная лига). Выступал за юниорскую сборную Чехии на чемпионате мира по хоккею с шайбой среди юниорских команд в 2005 году и за молодежную сборную на молодежных чемпионатах мира 2006 и 2007 годов. За основную сборную Чехии провёл 11 матчей, набрал 2 очка (0+2).
20 мая 2010, Куделка вернулся в Европу, где выступал сначала за ХК «Пардубице», а конец сезона провел в финской лиге за местный клуб ТПС. С 2011 по 2016 год играл за ХК «Витковице». В составе последнего выступал на престижном Кубке Шпенглера в 2011 и 2012 годах. Сейчас играет за французский клуб «Шамони».